# Rosslyn Wemyss
Rosslyn Wemyss, 1. baron Wester Wemyss (Rosslyn Erskine Wemyss, 1st Baron Wester Wemyss) (12. dubna 1864, Londýn, Anglie – 24. května 1933, Cannes, Francie) byl britský admirál. Jako příslušník významné skotské šlechtické rodiny rychle postupoval v hodnostech a sloužil v různých lokalitách britské koloniální říše. Aktivně se zúčastnil bojů za první světové války, v letech 1917–1919 zastával funkci prvního námořního lorda. Za Velkou Británii podepsal v listopadu 1918 příměří v Compiėgne, v roce 1919 dosáhl v námořnictvu nejvyšší hodnosti velkoadmirála (Admiral of the Fleet). V roce 1919 zároveň s titulem barona vstoupil do Sněmovny lordů. Za zásluhy během první světové války obdržel vyznamenání ve Francii, Itálii, Rumunsku a USA.

## Životopis

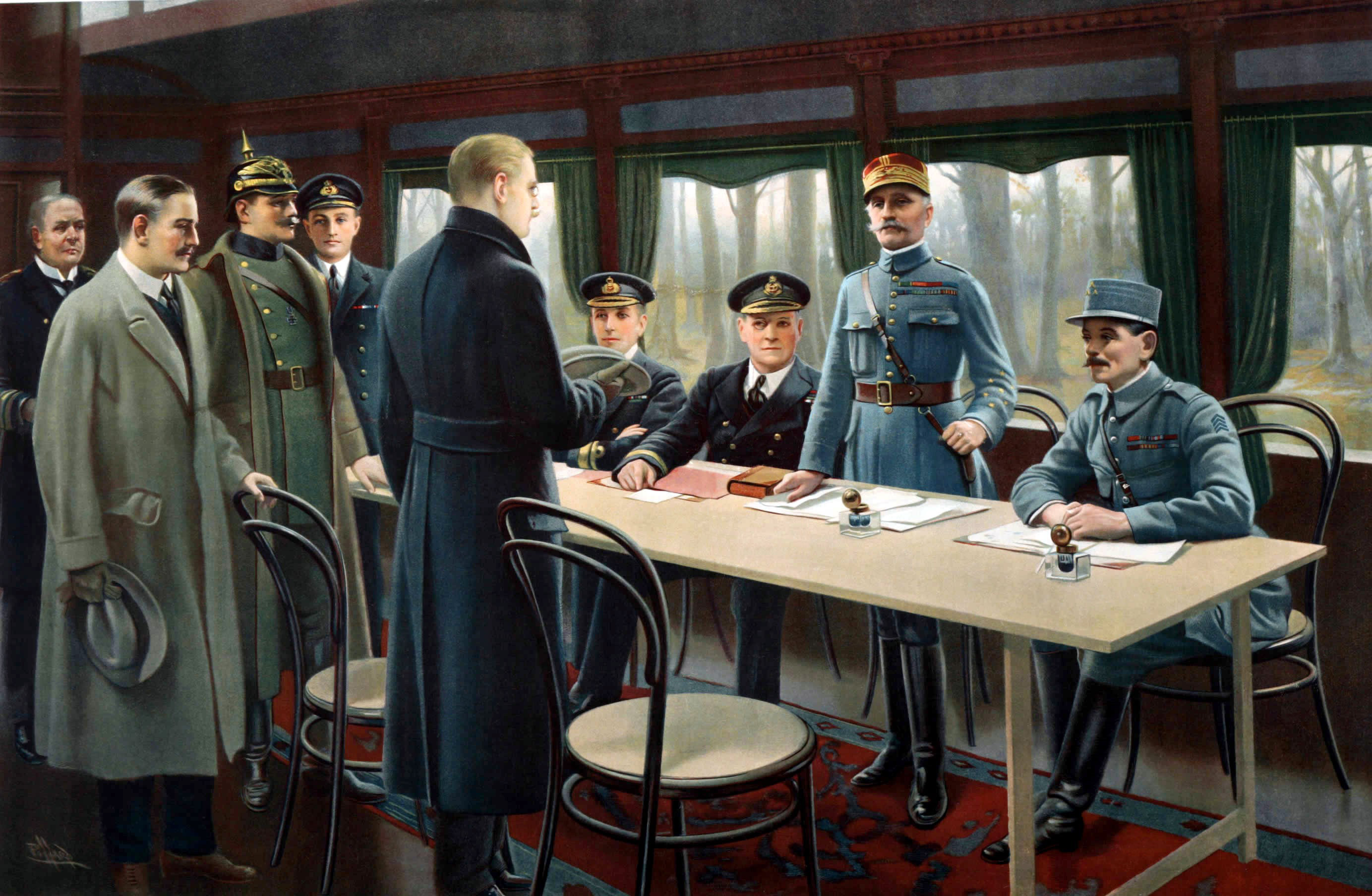
Podpis příměří z Compiègne v listopadu 1918 (admirál Wemyss sedí vlevo od stojícího francouzského maršála Ferdinanda Foche)

Pocházel ze starobylého skotského šlechtického rodu Wemyssů, narodil se jako čtvrtý syn poslance Jamese Haye Wemysse (1829–1864), po matce pocházel z významného skotského klanu Erskine, po otci byl vnukem admirála Jamese Erskine Wemysse (1789–1854) a po babičce z matčiny strany patřil mimo jiné k nemanželskému potomstvu krále Viléma IV. Vyrůstal na rodovém sídle Wemyss Castle ve Skotsku, jako kadet vstoupil do služeb Royal Navy v roce 1877. Po cestě do severní Ameriky a Karibiku sloužil ve Středomoří a Lamanšském průlivu, ve třiadvaceti letech byl jmenován poručíkem. V roce 1901 doprovázel vévodu z Yorku na cestě do Austrálie, kde se zúčastnil slavnostního zahájení zasedání parlamentu, téhož roku byl povýšen na kapitána a získal Viktoriin řád. V dalších letech působil mimo jiné na admiralitě a zastával také funkce u dvora, od roku 1910 byl námořním pobočníkem krále Jiřího V. a v roce 1911 byl povýšen na kontradmirála, téhož roku obdržel Řád sv. Michala a sv. Jiří. V letech 1909–1911 byl s krátkou přestávkou velitelem loděnic v Devonportu

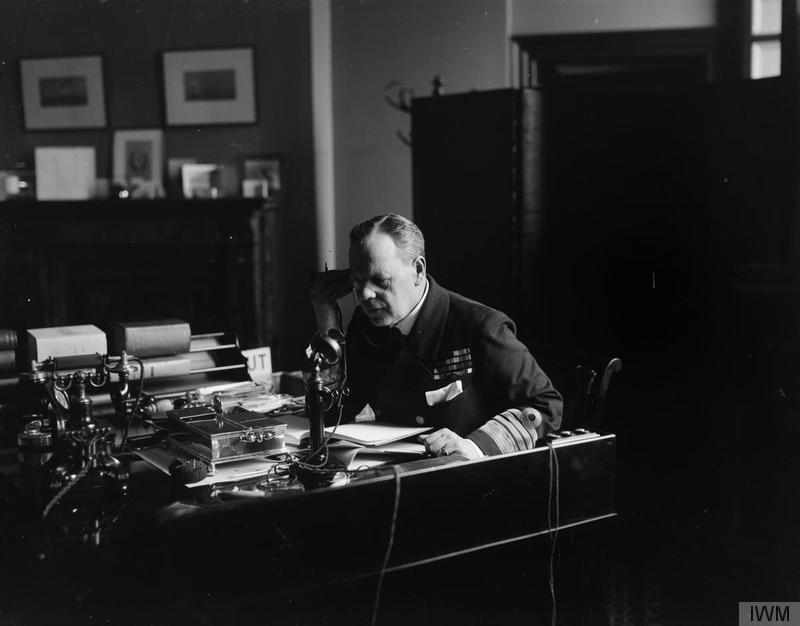
Admirál Wemyss v budově Admirality jako první námořní lord za první světové války

Aktivně se zúčastnil počátečních operací za první světové války, původně sloužil v Lamanšském průlivu, později byl přítomen neúspěšné akci vylodění v Dardanelách. Od ledna 1916 byl vrchním velitelem v Indickém oceánu a inicioval boje na Blízkém východě, v prosinci 1916 byl povýšen na viceadmirála a jako rytíř Řádu lázně získal šlechtický titul. Od podzimu 1917 působil v Londýně, kde zastával funkci druhého námořního lorda. Nakonec byl v letech 1917–1919 prvním námořním lordem. Na tomto postu úzce spolupracoval s ministrem námořnictva Ericem Geddesem, ale počínal si obezřetně ve snaze vyhnout se konfliktům s vládou. Za Velkou Británii podepsal v listopadu 1918 příměří z Compiègne, kterým skončila první světová válka. Téhož roku byl neúspěšným kandidátem ve volbách do Dolní sněmovny za liberální unionisty. V roce 1919 dosáhl hodnosti admirála a byl reprezentantem britského námořnictva na mírové konferenci v Paříži, svého postavení se ale nakonec vzdal ve prospěch admirála Beattyho. V listopadu 1919 byl povýšen na velkoadmirála a s titulem barona vstoupil do Sněmovny lordů. Poté žil v soukromí, působil ale v několika obchodních společnostech a uplatnil se také jako spisovatel (The Navy in the Dardanelles Campaign, 1927, naposledy vydáno 2010). Často pobýval ve Francii, zemřel v Cannes a byl pohřben na rodovém sídle Wemyss Castle. Za zásluhy během první světové války získal několik zahraničních vyznamenání, byl nositelem francouzského Řádu čestné legie (1917) a Válečného kříže (1919), velkodůstojníkem Řádu italské koruny (1917) a držitelem velkokříže Řádu rumunské koruny (1919). V roce 1918 byl též dekorován velkokřížem Řádu lázně.
V roce 1903 se oženil s Victorií Morier (1864–1945), dcerou významného diplomata Sira Roberta Moriera (1827–1893). Z jejich manželství pocházela jediná dcera Alice Erskine-Wemyss (1906–1994), která se provdala za majora Francise Cunnacka.